# Ministère de la Fonction publique (Burkina Faso)
Le ministère de la Fonction publique, du Travail et de la Protection sociale est un département ministériel du gouvernement au Burkina Faso.

## Description

### Siège
Le ministère chargé de la fonction publique, du travail et de la protection sociale a son siège à Ouagadougou.  

### Attributions
Le ministère est chargé de la fonction publique, du travail et de la protection sociale. Il est chargé essentiellement de la conception, de la mise en œuvre, du suivi de l'application de la politique du gouvernement en matière de fonction publique, du travail et des lois sociales. Il est en organisé en cabinet de ministre, du secrétariat générale, de la direction générale de la fonction publique, de la direction générale du travail et enfin de la direction générale de la promotion du travail décent et des travailleurs déplacés. Plusieurs reformes ont été effectués en matière d'organisation du concours directs et professionnels de la fonction publique. 

### Ministres
Depuis le 5 mars 2022, Bassolma Bazié est le ministre de la Fonction publique, du Travail et de la Protection sociale.